# Новгородська армійська оперативна група

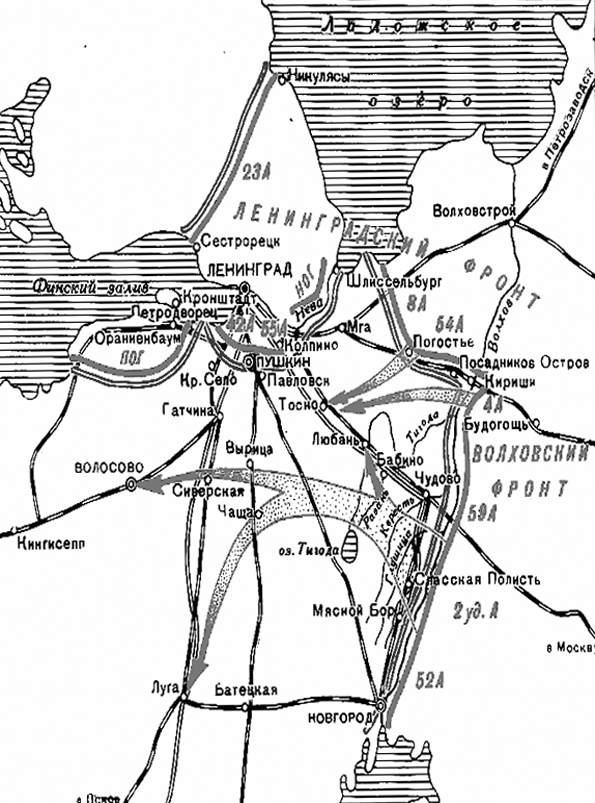
Мапа задуму Любанської операції, в якій Новгородська армійська оперативна група радянських військ брала участь у складі 52-ї армії. 1942

Новгородська армійська оперативна група (рос. Новгородская армейская оперативная группа) — оперативна група радянських військ, що діяла у складі Лузької оперативної групи та Волховського фронту за часів Другої світової війни. Брала активну участь в обороні Ленінграда під час блокади.

## Історія
31 липня 1941 року Новгородська армійська оперативна група була вперше сформована з військ і управління східного сектора оборони Лузької оперативної групи, але вже 6 серпня 1941 року її передали на формування 48-ї армії.
16 серпня 1941 року Новгородська армійська оперативна група, вона ж оперативна група Волховського фронту, під командуванням генерал-майора Коровнікова І. Т., була сформована вдруге. До її складу увійшли залишки частин 28-ї танкової дивізії, що вціліли в боях на схід від Новгорода, окремі частини 48-ї армії (ті, що відійшли в напрямку Новгорода), а також всі додані 48-ї армії саперні частини.
Армійська оперативна група займала оборону по східному берегу Волхова, південному берегу Мсти до Холиньі. Вела бої за Новгород, але була змушена все-таки залишити місто, відійти за річку Малий Волховець. З 22 грудня 1941 року до січня 1942 року діяла у складі 52-ї армії, згодом управління групи було виведено в резерв і потім група знову була створена, тепер уже в складі 59-ї армії для ліквідації вузла опору оборони противника в районі Спаська Полість і всього виступу німецької оборони в районі Трегубово, Спаська Полість, Пріютіно.
15 травня 1942 року розформована.

## Формування Новгородської армійської оперативної групи
| № | Назва                                   | Сформована                                        | У складі                                        | Час існування                   | Бойовий шлях битви, операції, бої                                          | Бойовий шлях битви, операції, бої | Склад                     | Подальша доля          | Командувачі      |
| № | Назва                                   | Сформована                                        | У складі                                        | Час існування                   | Оборонні                                                                   | Наступальні                       | Склад                     | Подальша доля          | Командувачі      |
| - | --------------------------------------- | ------------------------------------------------- | ----------------------------------------------- | ------------------------------- | -------------------------------------------------------------------------- | --------------------------------- | ------------------------- | ---------------------- | ---------------- |
| 1 | Новгородська армійська оперативна група | з військ східного крила Лузької оперативної групи | Північно-Західний фронт                         | 31 липня — 6 серпня 1941        | Ленінградська оборонна операція                                            | Не брала участі                   | 16-й стрілецький корпус   | перетворена на 48-му А | Акимов С. Д.     |
| 1 | Новгородська армійська оперативна група | на базі 28-ї тд                                   | Північно-Західний фронт 52-га армія 59-та армія | 16 серпня 1941 — 15 травня 1942 | Ленінград → Ленінградська оборонна операція → Тихвінська оборонна операція | Не брала участі                   | окремі стрілецькі дивізії | розформована           | Коровніков І. Т. |

## Командувачі
Перше формування
- генерал-лейтенант Акимов С. Д. (31 липня — 6 серпня 1941);

Друге формування
- генерал-лейтенант Коровніков І. Т. (16 серпня 1941 — 15 травня 1942).